# Prefetti della provincia di Palermo
Elenco dei prefetti della Provincia e della Città metropolitana di Palermo.

## Regno d’Italia (1861–1946)
| Nominativo                              | Mandato           | Mandato           |
| Nominativo                              | Inizio            | Fine              |
| --------------------------------------- | ----------------- | ----------------- |
| Giovanni Colonna Romano Filingeri       | 9 ottobre 1861    | 1º febbraio 1862  |
| Luigi Torelli                           | 1º febbraio 1862  | 16 aprile 1862    |
| Giorgio Pallavicino Trivulzio           | 16 aprile 1862    | 25 luglio 1862    |
| Giuseppe De Ferrari                     | 25 luglio 1862    | 2 agosto 1862     |
| Efisio Cugia                            | 2 agosto 1862     | 26 agosto 1862    |
| Enrico Cialdini                         | 26 agosto 1862    | 14 settembre 1862 |
| Alessandro Buglione di Monale           | 14 settembre 1862 | 11 gennaio 1863   |
| Augusto Nomis di Cossilla               | 11 gennaio 1863   | 26 marzo 1865     |
| Filippo Gualtiero                       | 26 marzo 1865     | 9 aprile 1866     |
| Luigi Torelli                           | 15 aprile 1866    | 13 ottobre 1866   |
| Antonio Starabba di Rudinì              | 29 novembre 1866  | 10 ottobre 1867   |
| Enrico Guicciardi                       | 28 novembre 1867  | 25 giugno 1868    |
| Giacomo Medici                          | 25 giugno 1868    | 13 ottobre 1873   |
| Gioacchino Rasponi                      | 13 ottobre 1873   | 1º novembre 1874  |
| Luigi Guerra                            | 31 ottobre 1875   | 1º aprile 1876    |
| Luigi Zini                              | 19 aprile 1876    | 17 dicembre 1876  |
| Antonio Malusardi                       | 17 dicembre 1876  | 18 aprile 1878    |
| Clemente Corte                          | 18 aprile 1878    | 1º gennaio 1879   |
| Cesare Bardesono                        | 23 febbraio 1879  | 16 dicembre 1887  |
| Andrea Calenda di Tavani                | 16 dicembre 1887  | 15 agosto 1890    |
| Antonio Winspeare                       | 15 agosto 1890    | 1º aprile 1891    |
| Giuseppe Colucci                        | 16 aprile 1891    | 1º luglio 1892    |
| Vincenzo Colmayer                       | 1º luglio 1892    | 1º gennaio 1894   |
| Roberto Morra di Lavriano e della Montà | 1º gennaio 1894   | 1º settembre 1894 |
| Giannetto Cavasola                      | 1º settembre 1894 | 1º febbraio 1895  |
| Francesco De Seta                       | 16 febbraio 1895  | 20 aprile 1896    |
| Tito Donati                             | 16 settembre 1896 | 23 luglio 1897    |
| Giuseppe Sensales                       | 23 luglio 1897    | 19 marzo 1898     |
| Carlo Municchi                          | 20 marzo 1898     | 22 agosto 1898    |
| Francesco De Seta                       | 25 agosto 1898    | 5 maggio 1909     |
| Casimiro Rovasenda                      | 6 maggio 1909     | 12 febbraio 1913  |
| Carlo Cataldi                           | 13 febbraio 1913  | 15 agosto 1914    |
| Carmine Adami Rossi                     | 16 agosto 1914    | 23 maggio 1915    |
| Vincenzo Pericoli                       | 24 maggio 1915    | 24 agosto 1919    |
| Gaetano Crivellari                      | 25 agosto 1919    | 15 aprile 1920    |
| Angelo Pesce                            | 16 aprile 1920    | 20 agosto 1920    |
| Vittorio Menzinger                      | 21 agosto 1920    | 15 novembre 1923  |
| Giovanni Gasti                          | 16 novembre 1923  | 23 gennaio 1924   |
| Benedetto Scelsi                        | 24 gennaio 1924   | 31 luglio 1924    |
| Paolo D’Ancora                          | 1º agosto 1924    | 12 febbraio 1925  |
| Angelo Barbieri                         | 25 febbraio 1925  | 31 ottobre 1925   |
| Cesare Mori                             | 1º novembre 1925  | 15 luglio 1929    |
| Umberto Albini                          | 16 luglio 1929    | 9 settembre 1933  |
| Giovanni Battista Marziali              | 10 settembre 1933 | 31 luglio 1936    |
| Francesco Benigni                       | 1º agosto 1936    | 15 agosto 1938    |
| Enrico Cavalieri                        | 16 agosto 1938    | 6 giugno 1941     |
| Adalberto Mariano                       | 7 giugno 1941     | 15 giugno 1943    |
| Alberto Verano                          | 15 giugno 1943    | 1º agosto 1943    |
| Francesco Musotto                       | 10 settembre 1943 | 3 marzo 1944      |
| Paolo D’Antoni                          | 16 maggio 1944    | 7 dicembre 1944   |
| Francesco Battiati                      | 8 dicembre 1944   | 9 ottobre 1946    |

## Repubblica Italiana (dal 1946)
| Nominativo                                | Mandato           | Mandato           |
| Nominativo                                | Inizio            | Fine              |
| ----------------------------------------- | ----------------- | ----------------- |
| Antonio Cesare Vittorelli                 | 9 ottobre 1946    | 9 agosto 1948     |
| Angelo Vicari                             | 9 agosto 1948     | 5 ottobre 1953    |
| Paolo Strano                              | 5 ottobre 1953    | 24 ottobre 1954   |
| Sante Iannone                             | 24 ottobre 1954   | 22 ottobre 1955   |
| Giuseppe Migliore                         | 22 ottobre 1955   | 7 ottobre 1958    |
| Carlo Gerlini                             | 7 ottobre 1958    | 10 ottobre 1961   |
| Pietro Rizzo                              | 10 ottobre 1961   | 31 agosto 1962    |
| Francesco Boccia                          | 31 agosto 1962    | 3 maggio 1964     |
| Giovanni Ravalli                          | 3 maggio 1964     | 19 ottobre 1970   |
| Francesco Puglisi                         | 19 ottobre 1970   | 24 aprile 1973    |
| Francesco Vicari (vice prefetto reggente) | 30 aprile 1973    | 24 luglio 1973    |
| Aurelio Grasso                            | 25 luglio 1973    | 15 gennaio 1978   |
| Girolamo Di Giovanni                      | 15 gennaio 1978   | 17 agosto 1981    |
| Giuseppe Giuffrida                        | 17 agosto 1981    | 30 aprile 1982    |
| Carlo Alberto dalla Chiesa                | 30 aprile 1982    | 3 settembre 1982  |
| Emanuele De Francesco                     | 6 settembre 1982  | 31 ottobre 1983   |
| Antonio Basso                             | 31 ottobre 1983   | 31 marzo 1985     |
| Angelo Finocchiaro                        | 31 marzo 1985     | 14 marzo 1989     |
| Mario Iovine                              | 14 marzo 1989     | 9 agosto 1992     |
| Giorgio Musio                             | 9 agosto 1992     | 14 settembre 1994 |
| Luigi Rossi                               | 14 settembre 1994 | 22 gennaio 1995   |
| Achille Serra                             | 13 febbraio 1995  | 24 febbraio 1996  |
| Luigi Damiano                             | 20 marzo 1996     | 30 aprile 1998    |
| Francesco Lococciolo                      | 25 maggio 1998    | 12 marzo 2000     |
| Renato Profili                            | 15 marzo 2000     | 18 maggio 2003    |
| Giosuè Marino                             | 10 giugno 2003    | 10 gennaio 2008   |
| Giancarlo Trevisone                       | 10 gennaio 2008   | 30 giugno 2010    |
| Giuseppe Caruso                           | 2 agosto 2010     | 23 giugno 2011    |
| Umberto Postiglione                       | 4 luglio 2011     | 4 agosto 2013     |
| Francesca Cannizzo                        | 4 agosto 2013     | 15 novembre 2015  |
| Antonella De Miro                         | 5 gennaio 2016    | 30 aprile 2020    |
| Giuseppe Forlani                          | 22 maggio 2020    | 30 settembre 2022 |
| Maria Teresa Cucinotta                    | 5 dicembre 2022   | 31 ottobre 2023   |
| Massimo Mariani                           | 3 novembre 2023   | in carica         |